# Punta Flor
Punta Flor är en ort i Mexiko.   Den ligger i kommunen Arriaga och delstaten Chiapas, i den sydöstra delen av landet, 700 km sydost om huvudstaden Mexico City. Punta Flor ligger 4 meter över havet och antalet invånare är 931.
Terrängen runt Punta Flor är mycket platt. Havet är nära Punta Flor åt sydväst.  Trakten runt Punta Flor är nära nog obefolkad, med mindre än två invånare per kvadratkilometer. Närmaste större samhälle är Arriaga, 17,0 km nordost om Punta Flor. 